# Civeta

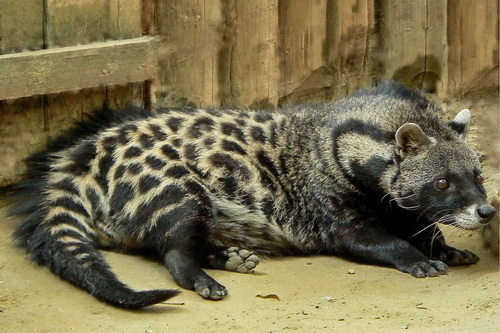
Civeta africana (Civettictis civetta)

La civeta es un mamífero feliforme pequeño, principalmente nocturno, nativo de Asia tropical y África, en particular de los bosques tropicales. El término civeta se da a más de una docena de diferentes especies, la mayoría de ellas en la familia Viverridae. La mayor diversidad de especies se encuentra en el sureste asiático. La especie más conocida es la civeta africana (Civettitis civetta), que ha sido históricamente la especie de la que principalmente se obtiene un aroma almizclado utilizado en perfumería, la algalia, que en varios idiomas (p. ej., inglés, alemán, italiano) también recibe el nombre de «civeta».

## Taxonomía
El nombre común se emplea para una variedad de especies de mamíferos carnívoros, en su mayoría de la familia Viverridae. La civeta africana de las palmeras (Nandini binotata) es distinta genéticamente y pertenece a su propia familia monotípica, la Nandiniidae.
Las civetas también reciben el nombre de «civet» o «toddycat» en inglés, «marapaṭṭi» (മരപട്ടി) en malayalam, «musang» en malayo e indonesio, y «urulǣvā» (උරුලෑවා) en cingalés. Es posible que exista una confusión entre los hablantes de malayo en tanto los medios impresos han aplicado erróneamente la palabra indígena «musang» a zorros en lugar de «rubah», que es el término correcto pero menos conocido.
Una minoría de escritores usa la palabra «civeta» para referirse solo a las civetas Civettitis, Viverra y Viverricula, pero más comúnmente, el nombre también abarca a las civetas Chrotogale, Cynogale, Diplogale, Hemigalus, Arctogalidia, Macrogalidia, Paguma y Paradoxurus.

## Características físicas
Las civetas tienen una apariencia general similar a la de los gatos, si bien su hocico es alargado y, a menudo, puntiagudo, como el de las nutrias, mangostas o incluso posiblemente los hurones. Varían en longitud entre aproximadamente 43.2 y 71.1 cm (excluyendo sus largas colas) y en peso entre aproximadamente 1.4 y 4.5 kg.
La civeta produce un almizcle (llamado algalia, pero conocido en otros idiomas como civeta: zibetto en italiano, civet en inglés, zibet en alemán, cywet en polaco) que es muy apreciado como fragancia y agente estabilizante para los perfumes. Tanto los machos como las hembras producen la secreción del fuerte olor, que es producida en las glándulas perineales de las civetas. Se obtiene matando al animal y extirpando las glándulas, o raspando las secreciones de las glándulas de un animal vivo. Este último es el método preferido en la actualidad.
Grupos de defensores de animales, como World Animal Protection, han expresado su preocupación de que la recolección de algalia es cruel para estos animales. Gracias a estas preocupaciones éticas y a la disponibilidad de sustitutos sintéticos, la práctica de criar civetas para obtener algalia está desapareciendo. Chanel, fabricante del popular perfume Chanel n.º 5, afirma que la civeta natural ha sido reemplazada por un sustituto sintético desde 1998.

## Hábitat

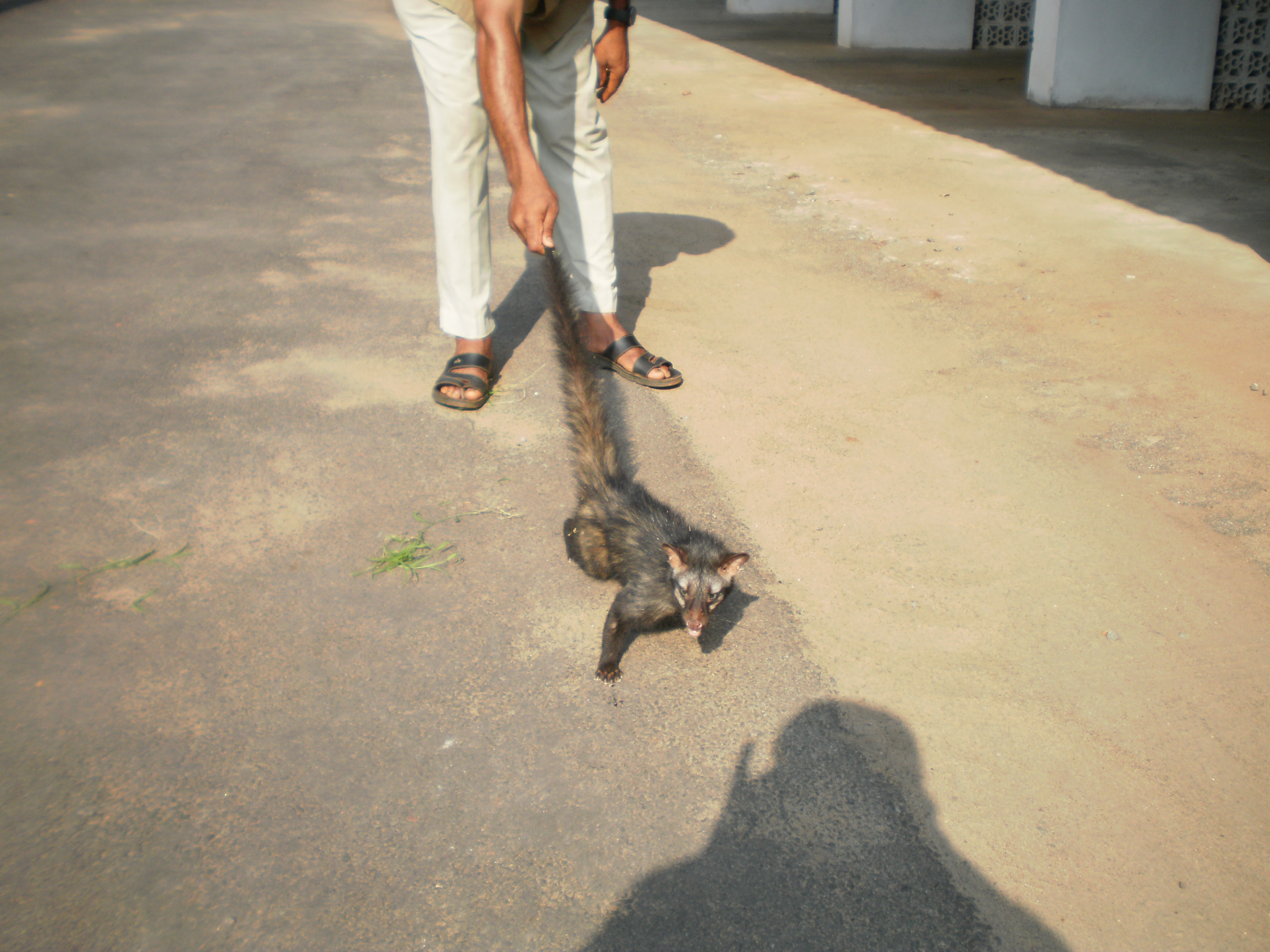
Una civeta capturada en India

Los vivérridos son nativos del África subsahariana, Madagascar, la Península ibérica, China septentrional, el sur y el sudeste asiáticos. Hábitats favoritos incluyen bosques, sabanas y biomas de montaña. En consecuencia, muchas especies han tenido que enfrentarse a graves pérdidas de sus hábitats; varias especies son consideradas vulnerables y la civeta nutria está clasificada como en peligro de extinción. Algunas especies de civeta son muy raras y evasivas y se sabe muy poco sobre ellas, por ejemplo, la civeta de las palmeras de Hose, endémica de los bosques montañosos del norte de Borneo, es uno de los carnívoros menos conocidos del mundo.

### Sur de Asia
En Sri Lanka, la comunidad de habla cingalesa conoce a la civeta de palmera asiática como «uguduwa». La comunidad de Sri Lanka usa indistintamente los términos uguduwa y kalawedda para referirse al mismo animal. No obstante, el término kalawedda es usado principalmente para referirse a otra especie de civetas, la civeta enana.
Sri Lanka tiene también una especie de civeta endémica llamada civeta de las palmeras dorada. Recientemente, esta especie ha sido clasificada en tres especies endémicas separadas: Paradoxurus montanus, P. aureus y P. stenocephalus. En Bangladés y las áreas de habla bengalí de la India, las civetas reciben el nombre de «khatash» (en bengalí: খাটাশ) en el caso de las especies más pequeñas, y el de «bagdash» (en bengalí: বাগডাশ ) en el de las más grandes, y es ahora extremadamente raro en Bangladés (en el área de Khulna del país, el animal también es llamado «shairel»). En asamés, este animal es llamado «zohamola» (asamés : জহামলা) que literalmente significa «tener heces que huelen a zoha». En las áreas de habla maratí de Maharashtra, India, las civetas se conocen como «udmanjar» (en maratí: उदमांजर ).

## Dieta
Las civetas son inusuales entre los feliformes y los carnívoros en general, en tanto son omnívoros o incluso herbívoros. Muchas especies se alimentan fundamentalmente de frutas. Algunas también consumen el néctar de las flores como fuente principal de energía. A medida que los hábitats humanos han aumentado en tamaño, las civetas han tendido a cazar ganado y animales domésticos más pequeños, como aves de corral, patos, conejos, gatos, etc.

### Café

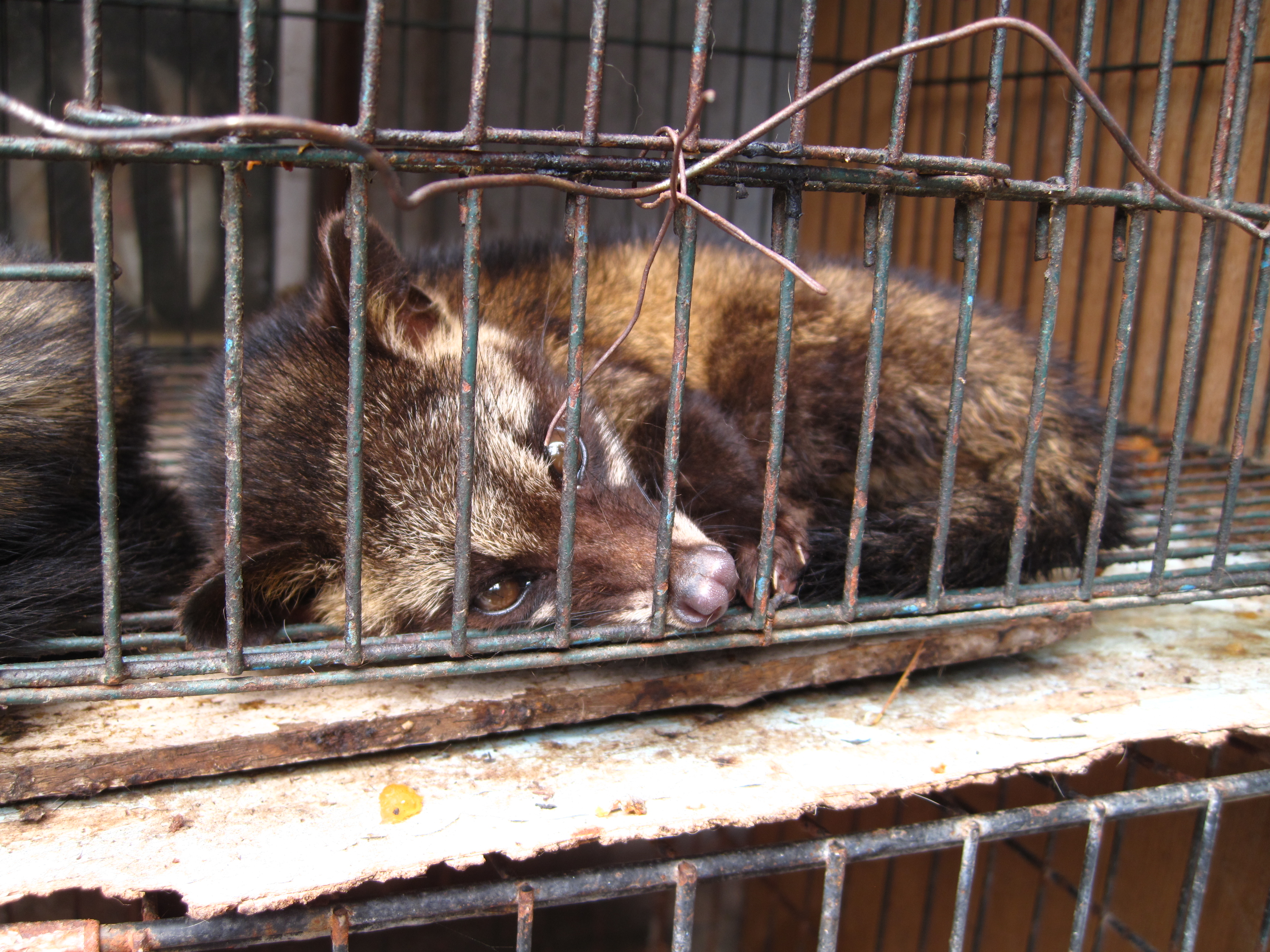
Una civeta enjaulada

El kopi luwak o café de civeta (también llamado caphe cut chon, lit. 'café de estiércol de zorro', en Vietnam, y kape alamid, en Filipinas) es un café que se prepara con cerezas de café (es decir, el fruto entero del cafeto) que han sido comidas y parcialmente digeridas por la civeta de palmera asiática, y luego son extraídas de entre su materia fecal. Las civetas digieren la pulpa de los frutos del cafeto pero se pasan las semillas (esto es, los granos de café) en el interior, donde las enzimas estomacales afectan los granos, lo que se suma al preciado aroma y sabor del café. Una libra de café de civeta puede costar hasta $600 en algunas partes del mundo y alrededor de $100 por taza en otras. Tal demanda ha llevado a la creación de granjas de civetas en las que las civetas son alimentadas con una dieta compuesta casi exclusivamente de este tipo de cerezas del café, lo que causa grave desnutrición. Las condiciones de tales granjas también son descritas habitualmente como deplorables. La supervisión estatal filipina y vietnamita sobre estas granjas es nula.

## Relación con los seres humanos
La civeta malaya puede encontrarse en muchos hábitats, incluyendo bosques, hábitats secundarios, tierras cultivadas y las afueras de las aldeas, y se adapta a perturbaciones humanas, como la «tala selectiva» (eliminación parcial de los bosques).
Las civetas africanas (Civettictis civetta) están catalogadas como de Preocupación Menor, aunque en ciertas regiones de África sus poblaciones está disminuyendo debido a la caza, el envenenamiento directo e indirecto y el aumento de cercados agrícolas a gran escala que limitan el flujo poblacional. También se les considera opciones relativamente abundantes en el comercio de carne de animales silvestres.
Civetas de palmera vendidas como carne en mercados locales en la provincia china de Yunnan portaban el virus del SARS proveniente de murciélagos de herradura y transmitiéndolo a los humanos, lo que resultó en el brote de SARS de 2002-2004.
Las civetas también son criadas en cautiverio por dos razones. En Asia, se les cría para procesar granos de café (ver café de civeta, arriba). En Etiopía, se les cría en cautiverio para recolectar su pasta de algalia para usarla en la fabricación de perfumes.

### Ambientes urbanos
Las civetas de palmera a menudo se aventuran en ciudades y suburbios, y es común que la gente se queje de sus heces y del ruido que hacen al trepar a los techos. Se han llevado a cabo algunos estudios para examinar y mitigar tales conflictos humano-animales.

### Literatura
Shakespeare menciona al gato civeta en Como gustéis (1599), Acto III, escena 2, como la fuente «sucia» de los perfumes de los cortesanos: «La algalia [civet] es de más baja estirpe que la brea: es una asquerosa secreción de un gato».